# كين تود
كين تود (بالإنجليزية: Ken Todd)‏ (24 أغسطس 1957 في المملكة المتحدة - ) هو مدرب كرة قدم ولاعب كرة قدم بريطاني في مركز الوسط. لعب مع بورت فايل ونادي بورتسموث ووولفرهامبتون واندررز وهافانت أند ووترلوفيل ونادي فارم تاون وWaterlooville F.C. ‏.

## وصلات خارجية
- كين تود على موقع قاعدة بيانات كرة القدم.إي يو (الإنجليزية)